# تودوروفتسي
تودوروفتسي (بالبلغارية: Тодоровци)‏ قرية تقع إدارياً ضمن بلدية غابروفو ‏ في بلغاريا. ويبلغ عدد سكانها 11 نسمة حسب تعداد 15 مارس 2015. تعتمد تودوروفتسي للبريد على الرمز البريدي 5301.